# Thomas Dugdale, 1. Baron Crathorne
Thomas Lionel Dugdale, 1. Baron Crathorne PC (* 20. Juli 1897 in London; † 26. März 1977 in Crathorne Hall, Yorkshire) war ein britischer Offizier und Politiker der Conservative Party.

## Persönliches
Thomas Dugdale war der Sohn des Captain James Lionel Dugdale, Gutsherr von Crathorne Hall bei Yarm in Yorkshire, aus dessen Ehe mit Maud Violet Woodroffe. Er besuchte das Eton College.
Er heiratete 1936 als deren zweiter Gatte Nancy Gates (1904–1969), Tochter von Sir Charles Tennant, 1. Baronet. Nancy Dugdale war das jüngste von 16 Kindern von Tennant, der bei ihrer Geburt 81 Jahre alt war. Eine ihrer Halbschwestern war die Frau des Premierministers Herbert Henry Asquith.  Der Spiegel beschrieb Dugdale 1954, dass dieser „mit seinem jovialen runden Gesicht und seiner Leibesfülle wie der leibhaftige John Bull“ aussehe. Die Familie führte ein angeregtes soziales Leben und bewirtete viele prominente Gäste in Crathorne Hall wie Yehudi Menuhin und Edith Evans. Aus seiner Ehe hatte Dugdale zwei Söhne:
- Charles James Dugdale, 2. Baron Crathorne (* 1939) ⚭ 1970 Sylvia Mary Montgomery;
- Hon. David John Dugdale (* 1942) ⚭ 1972 Susan Louise Powell.

## Militärische Laufbahn
Nach Abschluss einer Kadettenausbildung an der Royal Military Academy Sandhurst trat er im Oktober 1916 als Second Lieutenant der Royal Scots Greys (2nd Dragoons) in die British Army ein. Er diente im Ersten Weltkrieg und wurde im April 1918 zum Lieutenant und im August 1923 zum Captain befördert. Im Dezember 1927 schied er aus dem aktiven Armeedienst aus, blieb aber Reserveoffizier und wechselte im August 1928 zu den Yorkshire Hussars und wurde dort im April 1931 zum Major befördert. Er diente im Zweiten Weltkrieg bis 1941 in Ägypten und schied im August 1947 altersbedingt aus dem Armeedienst aus.

## Politische Laufbahn
1929 wurde Thomas Dugdale erstmals als Abgeordneter für den Wahlkreis Richmond in North Yorkshire ins Unterhaus des britischen Parlaments gewählt, wurde mehrmals  und hatte dieses Mandat dreißig Jahre inne. Unter verschiedenen Ministern, darunter Stanley Baldwin, war er als Parliamentary Private Secretary tätig sowie als Parlamentarischer Geschäftsführer. Von 1942 bis 1944 war er Vorsitzender (Chairman) der Conservative Party sowie später des Landwirtschaftlichen Komitees der Partei. Am 31. Januar 1945 wurde ihm in Anerkennung seiner politischen und öffentlichen Verdienste der erbliche Adelstitel Baronet, of Crathorne in the County of York, verliehen.

### The Crichel-Down-Affäre
Nachdem die Conservative Party 1951 die Unterhauswahl im Vereinigten Königreich gewonnen hatten, ernannte Churchill Dugdale zum Minister für Landwirtschaft und Fischerei. Zugleich wurde er ins Privy Council aufgenommen. 1954 jedoch trat er von seinem Ministeramt zurück und übernahm damit die Verantwortung für die Vorgänge um das Gut Crichel Down in Dorset, die die Öffentlichkeit monatelang beschäftigt hatten.
Das Gut gehörte zu einem Areal, das 1937 vom britischen Luftfahrtministerium gekauft worden war, um es als Übungsplatz für Bombenabwürfe zu nutzen. Nahezu die Hälfte des Bodens, der zwangsweise abgegeben werden musste, gehörte zu Crichel Down, dessen Besitzer Napier Sturt, 3. Baron Alington (1896–1940), gewesen war. 1950 wurde der Übungsplatz nicht mehr benötigt, und das Luftfahrtministerium übertrug das Gelände an das Landwirtschaftsministerium. Captain George Martin, ein ehemaliger Marine-Offizier und Schwiegersohn von Lord Alington, bemühte sich um den Rückkauf. Das Ministerium versuchte zunächst, Crichel Down als Musterfarm zu verwalten. Dann wurde das Gut unter Übergehung der Erben an einen Landwirt verpachtet.
Martin wollte das nicht hinnehmen, doch wurde er über Jahre von der Ministerialbürokratie mit immer neuen Versprechen hingehalten. „Diese Einstellung der Beamten, so kommentierte der mit der Untersuchung des Falles beauftragte Anwalt Sir Andrew Clark, habe von Anfang an die Entschlossenheit der Labour-Politiker widergespiegelt, nichts wieder in private Hände kommen zu lassen, was je aus irgendwelchen Gründen Staatseigentum geworden war. Aber an dieser Haltung habe sich auch nichts geändert, als der Sozialist Attlee vom konservativen Churchill abgelöst wurde.“ Schließlich konnte Captain Martin bei Dugdale persönlich vorstellig werden, der eine Untersuchung anordnete. Resultat war ein Weißbuch, dass in diesem Fall eine „unsagbare Verfilzung von Dienststellen, Ministerien und Kommissionen“ feststellte. Es stellte sich auch heraus, dass die Beamten Dugdale irregeführt hatten, dem sie verschwiegen hatten, dass Lord Alington sein Land nur unter Zwang verkauft hatte. Daraufhin erklärte Thomas Dugdale am 20. Juli 1954 (seinem Geburtstag) vor dem Parlament seinen Rücktritt als Minister. Seit 1917 hatte kein britischer Minister seinen Rücktritt im Unterhaus persönlich bekanntgegeben. Premier Churchill nahm an und kommentierte: "In hohem Grade ritterlich."
Dugdales Rücktritt wurde in der Geschichte Großbritanniens als ehrenhaft, ja heroisch gehandelt: Ein Minister hatte die Verantwortung für die Handlungen von ihm unterstellten Beamten übernommen. Dreißig Jahre später jedoch wurden Dokumente veröffentlicht, aus denen hervorging, dass Dugdale von den Handlungen seiner Beamten wusste, diese gut geheißen und ihnen in gewissem Rahmen den schwarzen Peter zugeschoben hatte. Es stellte sich zudem heraus, dass die damalige Untersuchung fehlerhaft und unausgewogen war, da sie von einem konservativen Politiker geleitet worden war, der strikt gegen Beamte und staatliche Einmischung war.

### Spätere Jahre
Dugdale interessierte sich sehr für europäische Angelegenheiten und wurde 1958 Mitglied des Europarats. Er trat auch der Parlamentarischen Versammlung der NATO bei, deren Präsident er 1962/63 war. Über beide Organisationen bemühte er sich, britische Abgeordnete für die entscheidende Bedeutung der Zusammenarbeit der europäischen Länder und der USA zur Gewährleistung des Friedens zu sensibilisieren.
Dugdale blieb Mitglied des britischen Unterhauses, bis er am 15. Juli 1959 als Baron Crathorne, of Crathorne in the North Riding of Yorkshire, zum erblichen Peer erhoben wurde und dadurch auf Lebenszeit ins Oberhaus des britischen Parlaments aufstieg.